# 박희도 (1889년)
박희도(朴熙道, 1889년 8월 11일 ~ 1952년 9월 25일)는 구한 말과 일제 강점기의 독립운동가, 기독교 목회자, 사상가였다. 일제강점기의 개신교 계열 인물로 언론인과 목회자로 활동했다. 1919년 3.1 운동 민족대표 33인 가운데 한사람으로 이갑성과 함께 33인 중 최연소자였다. 3.1 운동으로 투옥됐다가 풀려난 이후 자치론 경향으로 흘러가 민족개량주의 노선으로 기울다 1934년 전후로 친일파로 변절. 월간 잡지 '동광'(동양지광)의 창립인, 주간 사장으로 활동했다. 광복 이후 1948년 반민특위에 회부되었다가 1952년 병사했다. 그의 처숙모 주룰루는 초기 기독교 전도사의 한 사람이었고, 처사촌 김명신도 독립운동가였다.

## 생애

### 독립운동
황해도 해주에서 박계근의 차남으로 출생하여 황해도 해주 의창학교 보통과와 고등과를 졸업하였다. 평양의 숭실중학교를 졸업했으며 연희전문학교에 입학하였으나 2년 수학 후 중퇴하였다. 이후 협성신학교(현 감리교신학교)를 다니다 역시 중도에 그만두었다.
1905년 기독교에 입교한 그는 해주군 교회의 전도사로 활동하였다.
감리교의 전도사로서 1916년 8월 미국인 목사 베커(Becker, A. L.)의 지도감독으로 경성에서 유학하는 해주출신 학생 등을 위한 기숙사 건립을 추진하였다. 안국동 김용달의 집을 빌려 '육영사'라는 간판을 걸고 기숙사를 운영하였으며, 경비는 베커 목사 등 외국인 독지가들의 기부금으로 충당하였다. 그해 6월 조선중앙기독교청년회(오늘의 대한기독교청년회연맹)의 회원 확대 운동에 가담하여 크게 활약하였고, 함흥소재 기독교계 보통학교인 영신학교의 교감으로 재직하였다.
1916년 10월 장낙도, 유양호 등 중앙교회 목사화 함께 중류 이하 자제를 대상으로 기독교적 민족교육을 표방하는 중앙유치원(중앙대학교의 전신)을 설립하였으며, 1917년에는 영신학교(서울 매동초등학교 전신)를 설립하였고, 베커가 교장으로 있던 협성학교의 부교장을 맡기도 하였다. 1918년 6월 감리교 창의문밖 교회의 전도사가 되었다. 1918년 조선기독교청년회전국연합회(YMCA)에서 간사로 일하면서 반일 기독교 청년들과 다수 교류하게 되었다. 1919년 3·1 운동에는 비슷한 연배의 김창준, 이갑성을 비롯하여 이필주 등 감리교 인사들을 대거 끌어들이는 데 중요한 역할을 하였다. 이 운동에 민족대표 33인의 한 사람으로 참가한 박희도는 태화관 모임에 참석했다가 체포되어 징역 2년형을 선고 받고 서대문감옥에서 옥고를 치렀다. 당시 33세로 민족대표중 최연소였다.

### 언론 활동과 사회 활동
1921년 11월 4일 만기출옥한 뒤 중앙유치원 운영과 함께 잡지 《신생활》 창간(1922년) 등으로 기독교를 바탕으로 한 교육, 출판 사업 쪽에 뜻을 두었다. 그러나 김명식 등 좌파 계열과 개신교 계통의 연합으로 발간된 계몽 잡지 신생활은 1922년 말 러시아의 10월 혁명 5주년을 기해 기념호를 발간하며 사회주의 사상에 기반한 기사들을 실었다가 신생활 필화 사건에 휘말리게 되었다. 사장인 박희도는 또다시 체포되어 1925년 1월 1일까지 2년 6개월간 복역했다. 이 사건을 계기로 잡지는 발행금지 처분을 당하였다.
출옥 후 1924년 재건된 중앙유치원 사범과 교사로 부임하였다. 1925년 3월 도덕적 인격수향과 경제적 실력양성을 표방하며 조직된 흥업구락부 결성에 참여하였고, 1926년 연정회 부활 운동, 1927년 신간회에 참가하였다. 이중 연정회는 우익 민족주의 인사들이 모여 독립의 차선책으로 자치론을 주장한 단체로, 부활 운동에는 조선총독부가 관여했다. 이때부터 박희도는 최린을 중심으로 한 자치론, 타협론에 기울기 시작했고, 1934년 한일 합동으로 조직된 친일 단체인 시중회에 발기인과 회원으로 참가했다.
1928년 9월 중앙유치원 사범과가 중앙보육학교로 정식인가를 받으면서 초대 교장에 취임하였으며, 1930년 조선고아구제회 이사로 활동하였다. 1934년 사생활 관련 스캔들에 휘말려 교장직에서 사퇴하였다.

### 일제 강점기 후반
중일 전쟁 발발 이후인 1939년 1월 《동양지광》창간을 계기로 본격적인 친일파로 전향했다. 1936년 11월 '조선인 징병제도 실시요망'준비위원으로 참여하여 조선인에 대한 징별제를 촉구하였으며, 이후 1942년 5월 징병제가 시행되자, 이를 환영하고 감격해하는 감사장을 일본 내각총리, 육해군 대신, 조선총독, 조선군 사령관에게 보내기도 하였다. 1938년 조선방공협회 경기도 연합지부 평의원을 역임하였다. <동양지광사>는 내선일체실현을 목적으로 창설된 단체로 기관지인 <동양지광>을 발행하였다. 이 기관지를 통해 조선총독부의 비호 아래 많은 친일 논설을 게재한 것은 물론, 최린, 윤치호, 장덕수 등 친일 인사들을 동원한 강연회를 개최하거나 전쟁 협력을 주장하는 좌담회를 열기도 했다. 이 잡지에 실린 친일 논설들은 매우 노골적인 것들로, 박희도는 〈총후 국민의 급선무〉(1941년), 〈일본은 왜 전쟁을 하는가〉(1942년), 징병제 실시에 대한 공개 감사장(1942년), 〈진심을 헌납하라〉(1943년), 〈결전 비상의 때 - 궐기하라 반도 청년〉(1944년) 등을 직접 집필했다. 잡지사 전속으로 극단 협동예술좌를 창단하여 친일 연극의 순회 공연도 주선했다.
전쟁이 계속되자 전국 각지에서 지원병으로 참전할 것을 독려하는 연설을 했으며 전조선배영동지회연맹 평의원(1939년), 국민총력조선연맹 참사(1940년), 조선임전보국단 평의원(1941년)으로 대표적인 친일 단체의 임원을 맡았고, 전시 체제 확보를 위한 친일 언론인 단체인 조선언론보국회에도 참여했다.

### 해방 이후
광복 후 1949년 2월 반민족행위특별조사위원회에 체포되었으나 풀려났고, 한국 전쟁 기간 중에 병사했다. 그의 묘는 서울 망우리에 있는데, 1951년 9월 26일 사망한 것으로 기록되어있다. 이 비석을 세운 주체는 육군정훈학교 장병일동으로 되어있는데, 반민특위 조사 이후 사망할 때까지 육군 정훈학교에서 강의를 했다는 증언이 있다.

## 사후
- 2002년 발표된 친일파 708인 명단에 포함되었고, 2008년 민족문제연구소가 친일인명사전에 수록하기 위해 정리하여 발표한 친일인명사전 수록예정자 명단 중에는 언론/출판과 친일단체의 두 가지 부문에 선정되어 있다.
- 기독교대한감리회가 2005년 광복 50주년 기념으로 펴낸 자료집 《하나님에게만 희망을 두고 살아라》에서 선정한 감리교 내 친일 부역자 명단 12명 중에도 들어 있으며[1] 친일반민족행위진상규명위원회가 발표한 친일반민족행위 705인 명단에도 포함되었다.
- 그러나 박희도의 자치론을 친일이라고 단정짓는 것은 지나치게 단선적인 견해라며, 그의 변절이 "우리 모두의 치욕이요 아픔"이라는 주장도 있다.[2]

## 같이 보기
| - 민족대표 33인 - 민족대표 49인 - 3·1 만세 운동 - 정춘수 - 조선기독교청년회전국연합회 - 신생활 필화 사건 - 김창준 - 양주삼 - 신흥우 - 박인덕 | - 동양지광 - 조선임전보국단 - 주룰루 - 김명신 - 윤치호 - 이갑성 |

## 참고자료
- 기독교대한감리회, 한국감리교인물사전 박희도 편[깨진 링크(과거 내용 찾기)]
- 반민족문제연구소 (1993년 4월 1일). 〈박희도 : 시류 따라 기웃거린 기회주의자의 변절 행로 (김승태)〉. 《친일파 99인 3》. 서울: 돌베개. ISBN 978-89-7199-013-1.
- 민족대표33인기념사업회 - 박희도